# Panaad Stadium
Das Panaad Stadium ist ein multifunktionales Stadion im Panaad Park and Stadium (auch: Panaad Park and Sports Complex) in Bacolod City, Negros Occidental, Philippinen. Das gesamte Gelände umfasst 25 Hektar Fläche und ist mit etwa 60.000 Eukalyptusbäumen bepflanzt.
Im Stadion wurden bereits mehrere internationale Sportevents wie die Südostasienspiele 2005 und die Qualifikation zum AFC Challenge Cup 2012 gegen die Mongolei. Außerdem ist es das Heimstadion des Ceres-Negros FC

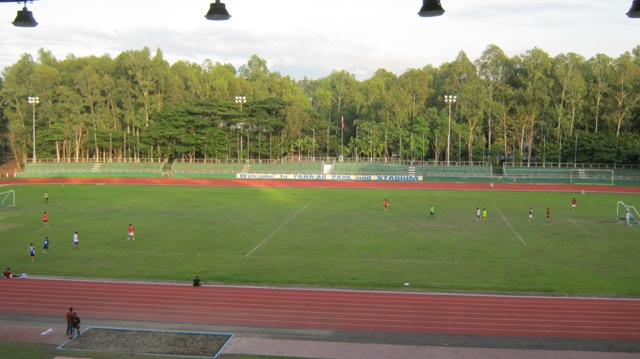
Fußballfeld